# 沃尔夫冈·诺伊斯
沃尔夫冈·诺伊斯（德語：Wolfgang Neuß，20世纪—），德国男子赛艇运动员。他曾代表西德参加1962年世界赛艇锦标赛，搭档克劳斯-金特·约尔丹和弗兰克·施泰因霍伊泽获得男子双人单桨有舵手金牌。